# 이노우에 가즈마
이노우에 가즈마(일본어: 井上 和馬, 1990년 1월 9일 ~ )는 일본의 전 축구 선수이다.

## 구단 경력
과거 YSCC 요코하마에서 활동하였다.